# Galanthus elwesii
Galanthus elwesii es una planta herbácea, perenne, bulbosa, natural del Cáucaso, perteneciente a la Familia Amaryllidaceae.

## Descripción
Es una planta perenne, de 20-25 cm de altura, provista de un bulbo globoso de 2 a 3 cm de diámetro. Presenta 2 hojas, lineares obtusas, de color verde azulado. Las flores son globosas, blancas, péndulas, de 2-3 cm de largo, solitarias en la extremidad de un escapo áfilo y sólido. Los tépalos externos son oblanceolados, los internos son más cortos y emarginados, angostándose hacia la base, provistos de una mancha verdosa en su parte apical y basal. El fruto es una cápsula dehiscente por tres valvas. Es más robusto que la especie afín Galanthus nivalis L. y también se la utiliza como planta ornamental.

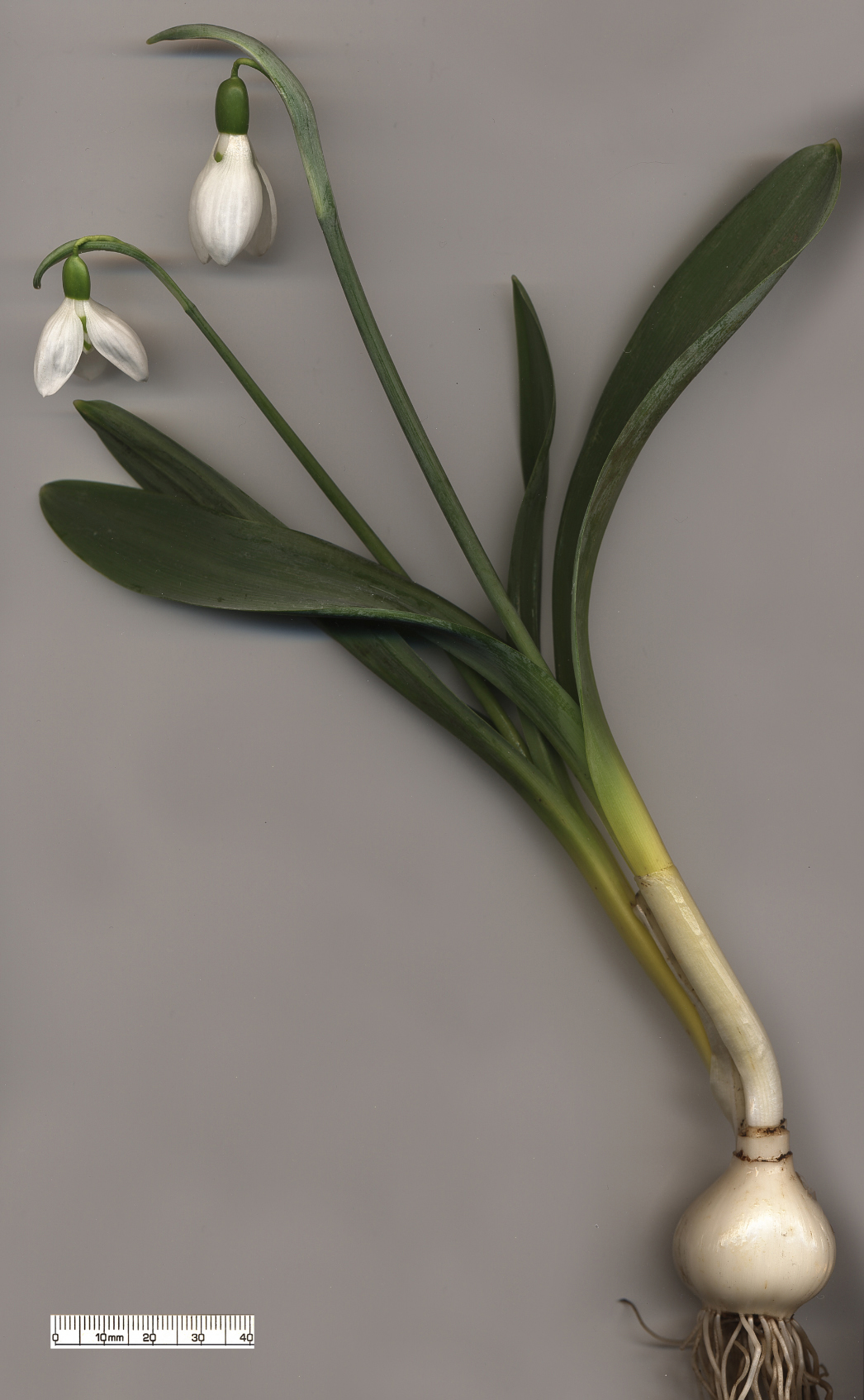
Fotografía de una planta de Galanthus elwesii, aspecto general, hojas, bulbo y flor.

## Cultivo
Los bulbos se plantan en otoño, a 5-10 cm de profundidad y a 10-15 cm de distancia entre sí. Los bulbos no soportan bien el almacenamiento fuera de la tierra, por lo que hay que trasplantarlos inmediatamente luego de comprados.
Se multiplican por separación de los bulbillos luego de la floración, replántandolos inmediatamente de modo que las raíces no lleguen a secarse. Se naturaliza fácilmente.

## Taxonomía
Galanthus elwesii fue descrita por  Joseph Dalton Hooker y publicado en Botanical Magazine pl. 6166. 1875.
Etimología
Galanthus; nombre genérico que deriva de las palabras griegas: gala = "leche" y anthos = "flor", que se refiere al color blanco de sus flores.
elwesii: epíteto otorgao en honor del botánico Henry John Elwes.
Variedades
- Galanthus elwesii subsp. akmanii Zeybek
- Galanthus elwesii subsp. baytopii (Zeybek) Zeybek & E.Sauer
- Galanthus elwesii var. major auct.
- Galanthus elwesii var. maximus (Velen.) Beck
- Galanthus elwesii subsp. melihae Zeybek
- Galanthus elwesii var. monostictus P.D.Sell
- Galanthus elwesii var. platyphyllus Kamari
- Galanthus elwesii var. robustus Baker
- Galanthus elwesii subsp. tuebitaki Zeybek
- Galanthus elwesii subsp. wagenitzii Zeybek
- Galanthus elwesii var. whittallii S.Arn. ex Moon
- Galanthus elwesii subsp. yayintaschii Zeybek

Sinonimia
Los siguientes nombres se consideran sinónimos de G. elwesii:
- Chianthemum elwesii (Hook.f.) Kuntze
- Chianthemum graecum (Orph. ex Boiss.) Kuntze
- Galanthus bulgaricus Velen.
- Galanthus globosus Burb.
- Galanthus gracilis subsp. baytopii Zeybek
- Galanthus graecus Orph. ex Boiss.
- Galanthus maximus Velen.
- Galanthus melihae (Zeybek) E.Sauer & Zeybek
- Galanthus nivalis subsp. elwesii (Hook.f.) Gottl.-Tann